# Tolsteegpoorten

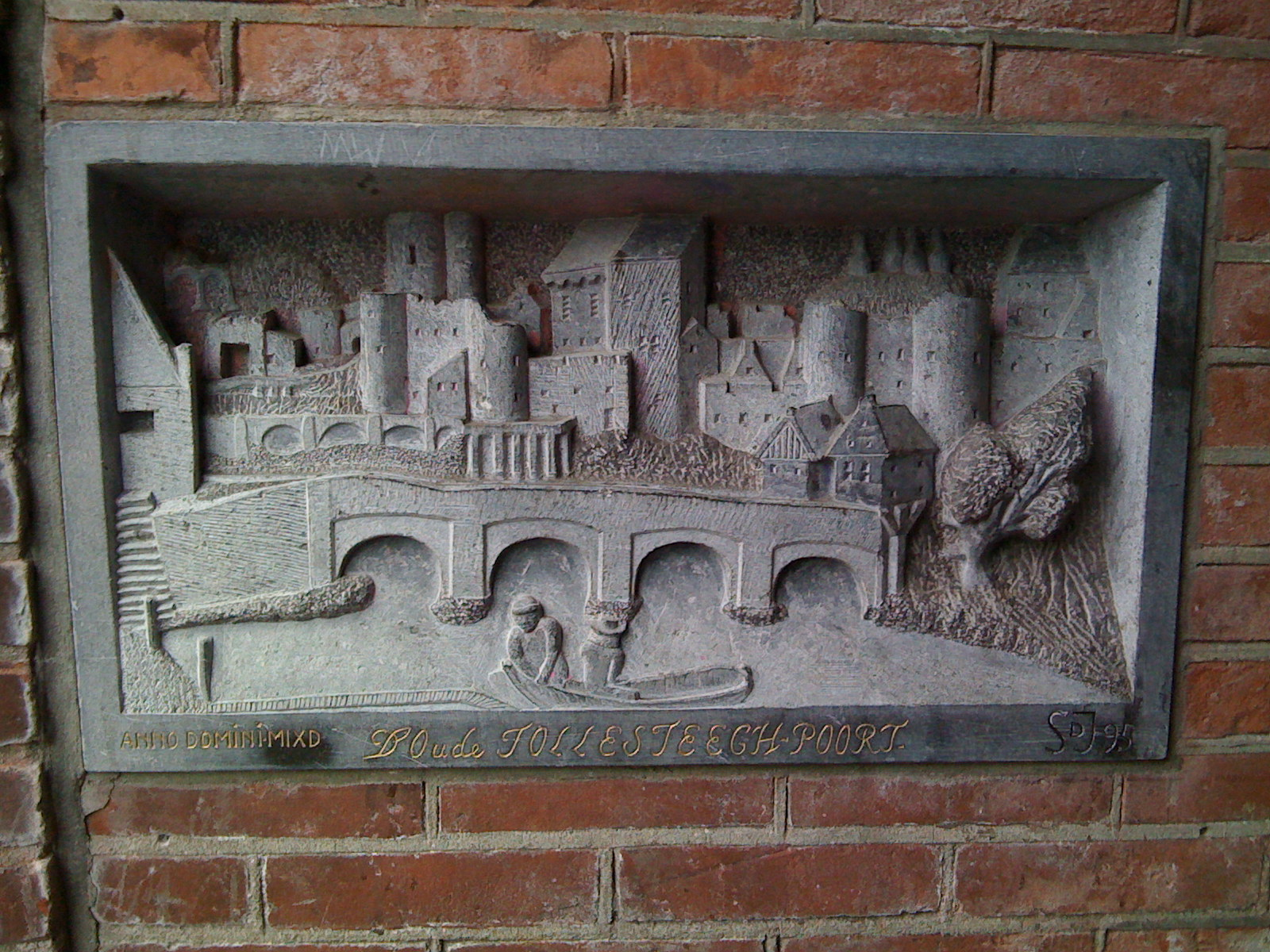
Gevelsteen van het Louis Hartlooper Complex gebaseerd op een tekening uit het begin van de 16e eeuw

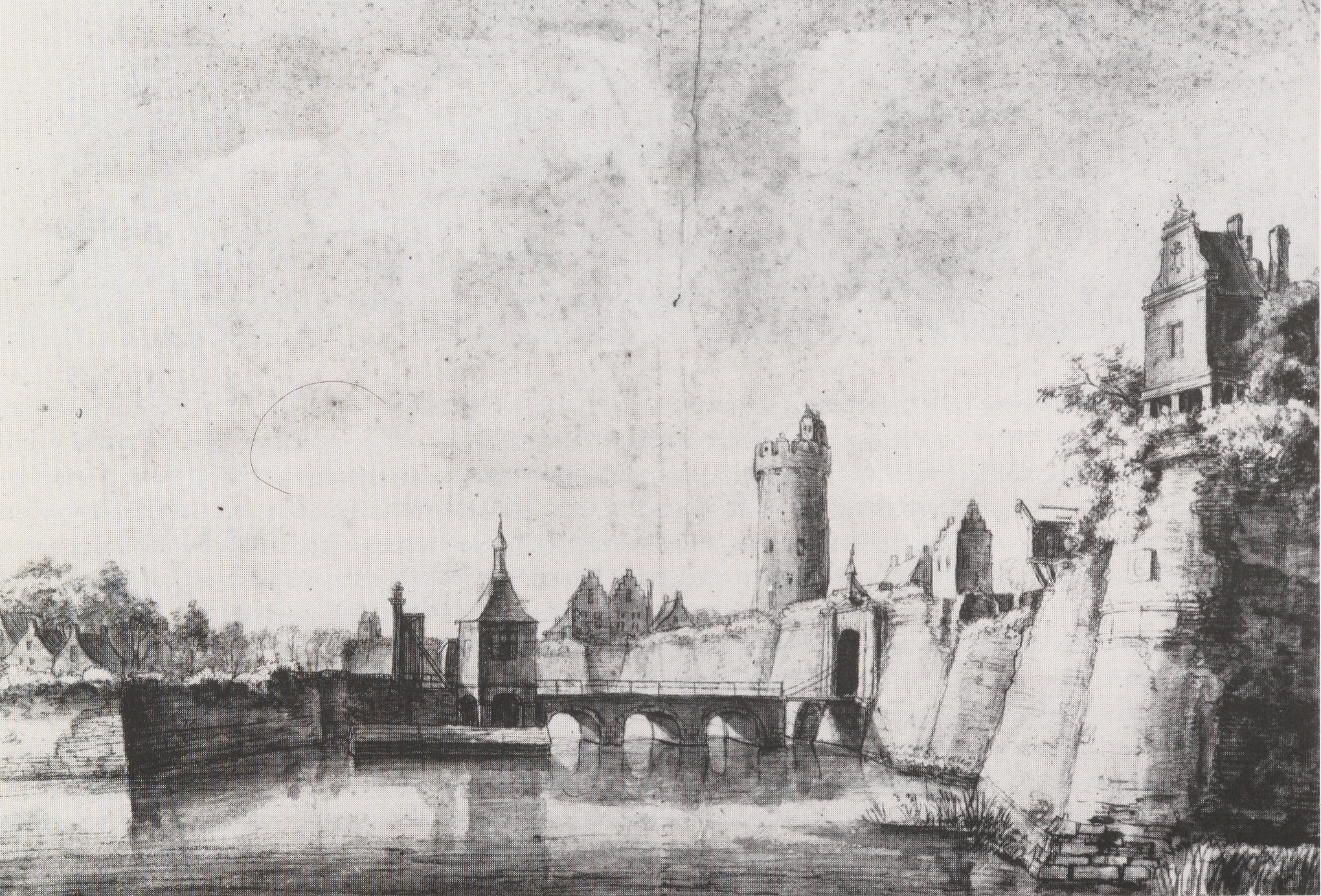
De Tolsteegpoort rond 1670

De Tolsteegpoorten waren vanaf de middeleeuwen een van de vier toegangen via stadspoorten tot de stad Utrecht. De Tolsteegpoorten bevonden zich tegenover elkaar gelegen op de plek waar de Oudegracht zuidelijk in de verdedigingsgracht uitmondde, waar heden de Tolsteegbarrière zich bevindt.
De Tolsteegpoorten waren nagenoeg gelijk qua plattegrond. Van buiten de stad werd de oostelijke of westelijke Tolsteegpoort bereikt via een stenen brug met een houten beweegbaar bruggedeelte. Over de brug volgden de voorpoort, die uit twee ronde stenen torens bestond, en de hoofdpoort.
De bemanning van de stadspoorten voor de bewaking en verdediging van de toegang tot de stad over land en via het water geschiedde destijds door gildeleden die boven de Tolsteegpoorten een verwarmd wachtlokaal en de Bijlhouwerstoren hadden. De oostelijke Tolsteegpoort, vanwege de kleur ook wel de Rode Toren genoemd, fungeerde daarbij als stadsgevangenis.
Rond 1550 werden de Tolsteegpoorten afgebroken en vervangen door een enkele stadspoort. Deze Tolsteegpoort werd, samen met de Weerd- en Catharijnepoort, rond 1845 afgebroken. De Wittevrouwenpoort werd als laatste rond 1858 gesloopt.